# Murad Huseynov (pianiste)
 (mai 2024).
La mise en forme du texte ne suit pas les recommandations de Wikipédia : il faut le « wikifier ».
Les points d'amélioration suivants sont les cas les plus fréquents :
- Les titres sont pré-formatés par le logiciel. Ils ne sont ni en capitales, ni en gras.
- Le texte ne doit pas être écrit en capitales (les noms de famille non plus), ni en gras, ni en italique, ni en « petit »…
- Le gras n'est utilisé que pour surligner le titre de l'article dans l'introduction, une seule fois.
- L'italique est rarement utilisé : mots en langue étrangère, titres d'œuvres, noms de bateaux, etc.
- Les citations ne sont pas en italique mais en corps de texte normal. Elles sont entourées par des guillemets français : « et ».
- Les listes à puces sont à éviter, des paragraphes rédigés étant largement préférés. Les tableaux sont à réserver à la présentation de données structurées (résultats, etc.).
- Les appels de note de bas de page (petits chiffres en exposant, introduits par l'outil «  Source ») sont à placer entre la fin de phrase et le point final[comme ça].
- Les liens internes (vers d'autres articles de Wikipédia) sont à choisir avec parcimonie. Créez des liens vers des articles approfondissant le sujet. Les termes génériques sans rapport avec le sujet sont à éviter, ainsi que les répétitions de liens vers un même terme.
- Les liens externes sont à placer uniquement dans une section « Liens externes », à la fin de l'article. Ces liens sont à choisir avec parcimonie suivant les règles définies. Si un lien sert de source à l'article, son insertion dans le texte est à faire par les notes de bas de page.
- La présentation des références doit suivre les conventions bibliographiques. Il est recommandé d'utiliser les modèles {{Ouvrage}}, {{Chapitre}}, {{Article}}, {{Lien web}} et/ou {{Bibliographie}}. Le mode d'édition visuel peut mettre en forme automatiquement les références.
- Insérer une infobox (cadre d'informations à droite) n'est pas obligatoire pour parachever la mise en page.

Pour une aide détaillée, merci de consulter Aide:Wikification.
Si vous pensez que ces points ont été résolus, vous pouvez retirer ce bandeau et améliorer la mise en forme d'un autre article.
 (avril 2024).
Pour les articles homonymes, voir Murad Huseynov et Huseynov.
Murad Huseynov (en azéri: Murad Fərid oğlu Hüseynov; né le 1er décembre 1973 à Bakou) est un pianiste, Artiste du peuple de la République d'Azerbaïdjan (2011).

## Biographie
Murad Farid oghlu Huseynov commence à étudier la musique à l'école secondaire spéciale de musique du nom de Bul-Bul. De 1991 à 1996, il étudie à l’Académie de musique Hadjibeyov de Bakou, dont il sort diplômé avec mention. De 1996 à 1999, il est étudiant diplômé à l'Académie de musique de Bakou, dans la classe de Farhad Badalbeyli. Il reçoit une bourse du gouvernement français et  de 2000 à 2002 effectue un stage au Lycée de l'Académie supérieure de musique de Paris du nom de Cortot, et de 2004 à 2006, il poursuit sa formation musicale professionnelle au Conservatoire Tchaïkovski de Moscou. 

## Activité musicale
Murad Huseynov est lauréat des concours internationaux de piano en France en 1998 et à Tbilissi en 1997. Il est lauréat du 3ème Concours International de Piano Francis Poulenc de Limoges en 2002. Il reçoit également 3 prix spéciaux pour la meilleure interprétation d'œuvres de compositeurs français.
Le pianiste se produit dans différents pays du monde : France, Angleterre, États-Unis, Italie, Espagne, Turquie, Japon, Russie, Allemagne, Hongrie, Géorgie, Malte, Afghanistan, Chine. Il participe à de nombreux festivals de musique classique : Bach Music Festival (Istanbul, 2000), Piano Festival (Istanbul, 2000), Piano Festival  (Istanbul, 2000), Piano Festival (Hiroshima, 2002), Musical Kremlin (Moscou, 2004) et autres.
Murad Huseynov participe activement aux activités d'enseignement de l'Académie de musique de Bakou .
Le 1er mars 2023, par arrêté du président azerbaïdjanais Ilham Aliyev, il est nommé vice-ministre de la Culture de la République d'Azerbaïdjan.

## Prix et distinctions
- Artiste du peuple de la République d'Azerbaïdjan - 2011[5],
- Artiste émérite de la République d'Azerbaïdjan - 2005,
- Chevalier de l'Ordre des Arts et des Lettres (France) - 2012[5],
- Croix de Chevalier de l'Ordre du Mérite (Hongrie) - 2012,
- Prix du Président de la République d'Azerbaïdjan - 2009, 2010, 2011,
- Médaille du Sénat français - 2011.